# Ясень (платформа)
Ясень (бел. Я́сень) — остановочный пункт электропоездов в Осиповичском районе (Могилёвская область, Белоруссия). В прошлом являлся железнодорожной станцией.
Расположен между остановочными пунктами Дачная и Токари (отрезок Осиповичи — Жлобин железнодорожной линии Минск — Гомель). 
Примерное время в пути со всеми остановками от ст. Минск-Пассажирский — 2 ч. 45 мин.; от ст. Осиповичи I — 26 мин., от ст. Жлобин — 2 ч. 0 мин.
Ближайший населённый пункт — деревня Станция Ясень (граничит с остановочным пунктом).